# Juan Luis Mira
Juan Luis Mira Candel (Orihuela, Alicante, 1955) es un dramaturgo y director español. Firma sus obras como Juan Luis Mira o Juanluis Mira.

## Biografía
Doctor en Filología por su tesis Las raíces de la nueva dramaturgia, fundó la compañía Jácara en 1987, con la que ha participado en festivales internacionales y eventos como la Exposición Universal de Sevilla de 1992 y los festivales iberoamericanos de Londrina (Brasil), Almada (Portugal), Manizales (Colombia) o La Habana (Cuba).
En 2003 fue finalista del Premio Nacional de Literatura Dramática por su obra A ras del cielo, texto que había obtenido el Premio Carlos Arniches. Además recibió, entre otros, el Premio LAM SGAE, Premio Escalante Ciudad de Valencia, Rojas Zorrilla, Jovellanos, SGAE Infantil y Kutxa Ciudad de San Sebastián. Ha dirigido más de cincuenta montajes teatrales y compuesto las bandas sonoras de diferentes musicales interpretados principalmente por Jácara, entre los que se encuentra Duty Free, finalista de los Premios Max 2008 al mejor espectáculo musical. Sus textos han sido traducidos al inglés, francés, alemán, italiano, gallego, portugués, polaco y catalán.

## Obras
- A ras del cielo
- Beca y Eva dicen que se quieren
- Maquillando cadáveres
- Malsueño
- De Lope
- Mar de almendros
- Sarah y Nora toman el té de las cinco
- La noche menos pensada, en Bosnia
- El silencio de los ácaros
- Femenino plural
- Papúa

### Teatro para niños y jóvenes
- Barriga
- Alici@.com
- Litrona
- Ojos de lluvia
- Lía y lío
- Suso

## Premios
- Premio Barahona de Soto de Textos Infantiles (2013): Suso.
- Premio LAM SGAE (2011): Beca y Eva dicen que se quieren.
- Premio Barahona de Soto de Textos Infantiles (2010): Lía y lío.
- Premio Barahona de Soto (2007): Sarah y Nora toman el té de las cinco.
- Premio Barahona de Soto de Textos Infantiles (2007): Ojos de lluvia.
- Premio Internacional Teatro de Autor Domingo Pérez Minik (2007): La noche menos pensada en Bosnia.
- Premio SGAE de Teatro Infantil y Juvenil (2006): Barriga.
- Premio Eduard Escalante del Ayuntamiento de Valencia (2004): Maquillando cadáveres.
- Finalista del Premio Nacional de Literatura Dramática (2003): A ras del cielo.[2]
- Premio Tricicle Por Humor al Arte[3] (2003): Asalto de cama.[4]
- Premio Carlos Arniches[5] (2001): A ras del cielo.[5]
- Premio Kutxa Ciudad de San Sebastián (2001): Mar de almendros.
- Premio Jovellanos (2000): De Lope.
- Premio Ayuntamiento de Pamplona, Escuela Navarra de Teatro Textos Infantiles, (2001): Alici@.com.
- Premio Rojas Zorrilla (1996): Malsueño.

## Ediciones
- Malsueño. Toledo, Ayuntamiento, Concejalía de Cultura.1997.
- De Lope. Gijón, Teatro Jovellanos, 2001.
- Mar de almendros. Zarauz, Fundación Kutxa, Gizarte-Ekintza, Obra Social, 2001.
- A ras del cielo. Alicante, Ayuntamiento, IX Muestra de Teatro Español de Autores Contemporáneos, 2002.
- Femenino plural. Alfonso el Magnánimo, Diputación de Valencia, 2005.
- El silencio de los ácaros. Universidad de Murcia, 2006.
- Maquillando cadáveres. Universitat de Valencia, 2006.
- La noche menos pensada en Bosnia. Universidad de La Laguna, 2009,
- Barriga. Anaya, 2007 y 2011.
- Lía y lío. Lucena, Ayuntamiento, 2010.
- Beca y Eva dicen que se quieren. Fundación Autor. 2012.
- Papúa. Instituto de Cultura Gil Albert, 2013.

## Ediciones digitales
- Malsueño
- De Lope
- Mar de almendros
- Mañana será otro milenio
- Noche de perros y giraseoles
- Los felices años veinte
- "Cosas..."
- A ras del cielo
- Evaristo i Poquelin que esteu al cel
- Alicia@.com
- Cor de mel
- El mar en el bolsillo : (la familia Glub)